# Noviflumuron
Noviflumuron ist ein Insektizid aus der Klasse der Benzoylharnstoffe.
Es handelt sich um einen Insektenwachstumsregulator, der die Entwicklung von Termitenlarven zu adulten Tieren verhindert, indem er die Synthese von Chitin, dem Hauptbestandteil des Exoskeletts von Insekten, stört.
Noviflumuron wird vor allem in Termitenködern verwendet. In Europa ist es nicht zugelassen.